# Bucovine (cheval)
Pour les articles homonymes, voir Bucovine.
Le Bucovine (roumain : Bucovina) est une race de chevaux de trait formée au haras de Lucina, en Roumanie, sur la base de croisements entre le Huçul et des chevaux de trait. Il s'agit d'une race rare et méconnue, propre à la région de Bucovine.

## Histoire
La race est le résultat d'une expérience de croisement menée au haras de Lucina, entre la race Huçul et des chevaux de trait roumains légers, ainsi que des Ardennais,,. L'objectif est l'obtention d'un cheval de travail en montagne pour l'usage militaire. Au premier trimestre 2014, la direction des Forêts de Suceava annonce avoir vendu aux enchères des chevaux de race Bucovine issus du haras de Lucina.

## Description
Le guide Delachaux indique une taille moyenne de 1,46 m chez les femelles et 1,48 m chez les mâles, de même qu'un site web roumain. Le tour de poitrine est de 178 à 180 cm, et le tour de canon de 20 à 20,5 cm.
Le modèle est celui du trait léger, aussi le Bucovine est plus léger que le trait roumain. Les robes sombres et le rouan sont possibles, ce dernier étant fréquent, et hérité de l'Ardennais.
Le caractère est réputé calme ; la race est robuste.

## Utilisations
Ces chevaux sont employés dans les travaux d'agriculture, au débardage, et à la traction de façon générale.

## Diffusion de l'élevage
La race n'est pas référencée dans la base de données DAD-IS, ni dans l'étude menée par l'Université d'Uppsala, publiée en août 2010 pour la FAO. Elle est vraisemblablement rare, cantonnée à la région de Bucovine, en Roumanie. Romsilva détient des sujets de la race.